# Fortaleza de Nossa Senhora dos Prazeres de Paranaguá
A Fortaleza de Nossa Senhora dos Prazeres de Paranaguá, também referida como Fortaleza da Barra ou Fortaleza de Paranaguá, localiza-se na praia da Fortaleza, no sopé do morro da Baleia (hoje da Fortaleza), na ilha do Mel, litoral do estado do Paraná, no Brasil.
Dominando a barra do canal grande de acesso à baía de Paranaguá, esta fortificação destinava-se à defesa estratégica da antiga vila de Paranaguá, garantindo a segurança do seu ancoradouro, quinze milhas adiante, onde era embarcado o ouro, a madeira e, mais tarde, a erva-mate extraídos da região, contra os corsários e espanhóis que frequentavam aquele trecho do litoral.

## História

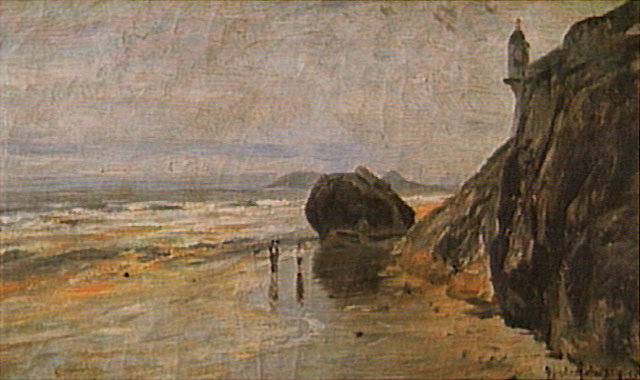
Ilha do Mel, quadro de Alfredo Andersen, mostrando a frente da Fortaleza

Conforme instruções recebidas do Marquês de Pombal (1750-1777), a fortaleza foi erguida de 1767 a 1769, por determinação do governador e capitão-general da capitania de São Paulo,  D. Luís António de Sousa Botelho Mourão - quarto morgado de Mateus (1765-1775), que encarregou de dirigir as obras ao seu irmão, o Tenente-coronel Afonso Botelho de Sampaio. Os recursos foram obtidos à custa de uma subscrição forçada, aberta desde 1765 entre os moradores da vila (SOUZA, 1885:120). A inauguração deu-se em 25 de Março de 1769 (SOUZA, 1885:120; 23 de Abril cf. GARRIDO, 1940:137), tendo sido colocada sob a invocação de Nossa Senhora dos Prazeres, padroeira da "Casa de Mateus".
Originalmente artilhada com duas peças de calibre 24 libras, duas de 18 e duas de 12, parte de sua artilharia foi remetida em 1791 (1800, cf. SOUZA, 1885:120) para a Fortaleza da Barra Grande em Santos, por ordem do conde de Sarzedas.
Em 1819 o sargento-mor de Paranaguá, Ricardo Carneiro Santos, ofereceu-se para custear reformas na fortificação, em troca da sua nomeação como comandante da mesma, de receber a patente de tenente–coronel e a Comenda da Ordem de Cristo.
No primeiro reinado, devido aos ataques de corsários argentinos, foi rearmada com doze peças dos calibres 30 a 18 (1826), para ser novamente desarmada pela Regência ao final de 1831 (SOUZA, 1885:120).
No contexto da Guerra dos Farrapos (1835-1845), forças farroupilhas em uma escuna e um lanchão, capturaram uma sumaca brasileira no interior da baía de Paranaguá, tendo sido repelidas pela artilharia da fortaleza (31 de outubro de 1839).
Tomou parte no chamado Incidente de Paranaguá, quando enfrentou o HMS Cormorant, que invadindo águas territoriais e violando o direito de soberania brasileiro, aprisionara três (cinco cf. SOUZA, 1885:120) navios brasileiros naquele porto, sob a acusação de tráfico negreiro (1 de julho de 1850). O então comandante da praça, Capitão Joaquim Ferreira Barbosa, auxiliado pelos poucos soldados da guarnição e por mais de duzentos moradores e tripulantes dos navios apresados, conseguiram montar dez peças sobre paus e pedras, e dando ordem de fogo às improvisadas baterias, atingiram a fragata na proa e na caixa de rodas, obrigando-a à retirada e a reparos em alto-mar (SOUZA, 1885:120-121). O Cormorant, embarcação a vapor da Marinha Real Britânica baseada no Rio da Prata, desempenhava missão de repressão ao tráfico negreiro no litoral atlântico do continente americano, sob o comando do Capitão Hubert Schumberg. As embarcações brasileiras foram afundadas, tendo o Cormorant disparado sobre a fortaleza, atingindo a encosta do morro da Baleia. Posteriormente a Coroa Inglesa exigiu reparações, tendo o Império do Brasil se retratado, encerrando-se a questão.
Durante a Revolução Federalista (1893-1895) foi tomada por tropas rebeldes oriundas do Sul, pelo mar.
Desguarnecida, no início do século XX sediou um Batalhão de Artilharia (1905), ocasião em que foram dispendidos 10:000$000 réis para erguer um edifício para Quartel de Tropa. A antiga Caserna foi transformada em Refeitório e Cozinha. Nela se destacavam três casas, Capela e um Paiol de Munições, quando passou a aquartelar a 4ª Bateria Independente em 1909. Foram-lhe projetados melhoramentos em 1911 e, em 1913 serviu de base para uma bateria no morro da Baleia, de cuja guarnição passou a servir de Caserna (GARRIDO, 1940:137) no contexto da Primeira Guerra Mundial (1914-1918), servindo como base militar de proteção à costa. Esta Bateria (Bateria no morro da Baleia) ficou artilhada com quatro canhões Armstrong C-40, de 120 mm, retirados do Cruzador Tamandaré (BARRETTO, 1958:272;274), o que embora necessitando confirmação (essa embarcação estava artilhada com dez peças de 150 mm, mas com apenas duas de 120 mm), pode ter ocorrido entre 1913 e 1915, quando aquela embarcação deu baixa (Aviso nº 4.525, de 27 de dezembro de 1915).
Tombada pelo Instituto do Patrimônio Histórico e Artístico Nacional a partir de 1938, durante a Segunda Guerra Mundial (1939-1945), aquartelou cerca de duzentos homens, tendo o seu comandante respondido a inquérito pela destruição da vegetação de caixeta na encosta do morro e por ter aberto um portão no muro traseiro da fortaleza, sem a devida autorização. A guarnição operava um holofote, sendo posta fora de serviço em agosto de 1954 (BARRETTO, 1958:273).
Após ser desativada, foi ocupada por um pelotão do Exército sob o comando do Sargento José Curralinho de Oliveira, período em que recebeu vários melhorias, como por exemplo a instalação de um moderno gerador elétrico, garantindo assim iluminação em todo o perímetro da fortificação. Na década de 1980 passou para o controle do estado do Paraná e foi palco de uma "caça ao tesouro", alimentada pela lenda do Padre Thiago e pela descoberta, nas suas dependências, de um cofre contendo papéis antigos e moedas de pouco valor. O conjunto sofreu intervenção de restauro entre 1985 e 1995, em parte graças a recursos do Banco Mundial, passando a abrigar um pequeno museu na Casa da Guarnição, e o posto local da Polícia Florestal. Os trabalhos no período compreenderam:
- prospecção arqueológica
- limpeza e higienização
- demolição de acréscimos
- restauração das muralhas, do portão principal e das calçadas
- restauração do Paiol da Pólvora
- restauração da Casa de Guarnição
- impermeabilização das abóbadas
- pintura e paisagismo

Em 1989, as pesquisas arqueológicas trouxeram à luz as bases da primitiva Capela e da Casa do Comandante. Também foram identificados vestígios de um sepultamento humano, em local contíguo à capela, levantando a possibilidade da existência de um cemitério no local.
A trilha ou caminho da Figueira liga a fortaleza à vila de Brasília, um dos principais ancoradouros da ilha.
Os 2 760 hectares da ilha são administrados pelo Instituto Ambiental do Paraná (IAP) desde 1982, que controla a entrada de visitantes na estação ecológica (Parque Nacional do Superagüi). O parque foi elevado à categoria de Reserva da Biosfera e Patrimônio da Humanidade, na ECO-92, realizada no Rio de Janeiro. Atualmente a Superintendência regional do IPHAN no Paraná voltou a administrar a fortificação e a sua visitação.

## Características
A fortificação apresenta planta poligonal orgânica, adaptada às condições topográficas do terreno. No sopé de um morro, a sua estrutura desenvolve-se em cinco (quatro, cf. SOUZA, 1885:120) lances de muralhas de alvenaria de pedra e cal com dez metros de altura, material extraído do próprio local. A construção das muralhas compreende períodos distintos, sendo o trecho situado à direita da portada o mais recente.
Os espaços abobadados sob o terrapleno foram utilizados como Casa da Guarnição e prisão, tendo sido levantados os Quartéis da Tropa ao abrigo da cortina interna da muralha. O conjunto em cantaria da portada a leste, é encimado por uma grande concha esculpida em um único bloco de pedra. Um grupo de toscas carantonhas e uma placa epigráfica completam a composição, destacada do alinhamento das muralhas, onde guaritas, nos vértices, se elevam.
Primitivamente, no interior da fortificação, erguia-se uma capela sob a invocação da padroeira. Esta edificação foi demolida em 1932, por determinação do então comandante da fortaleza, devido ao seu precário estado de conservação.

## Galeria

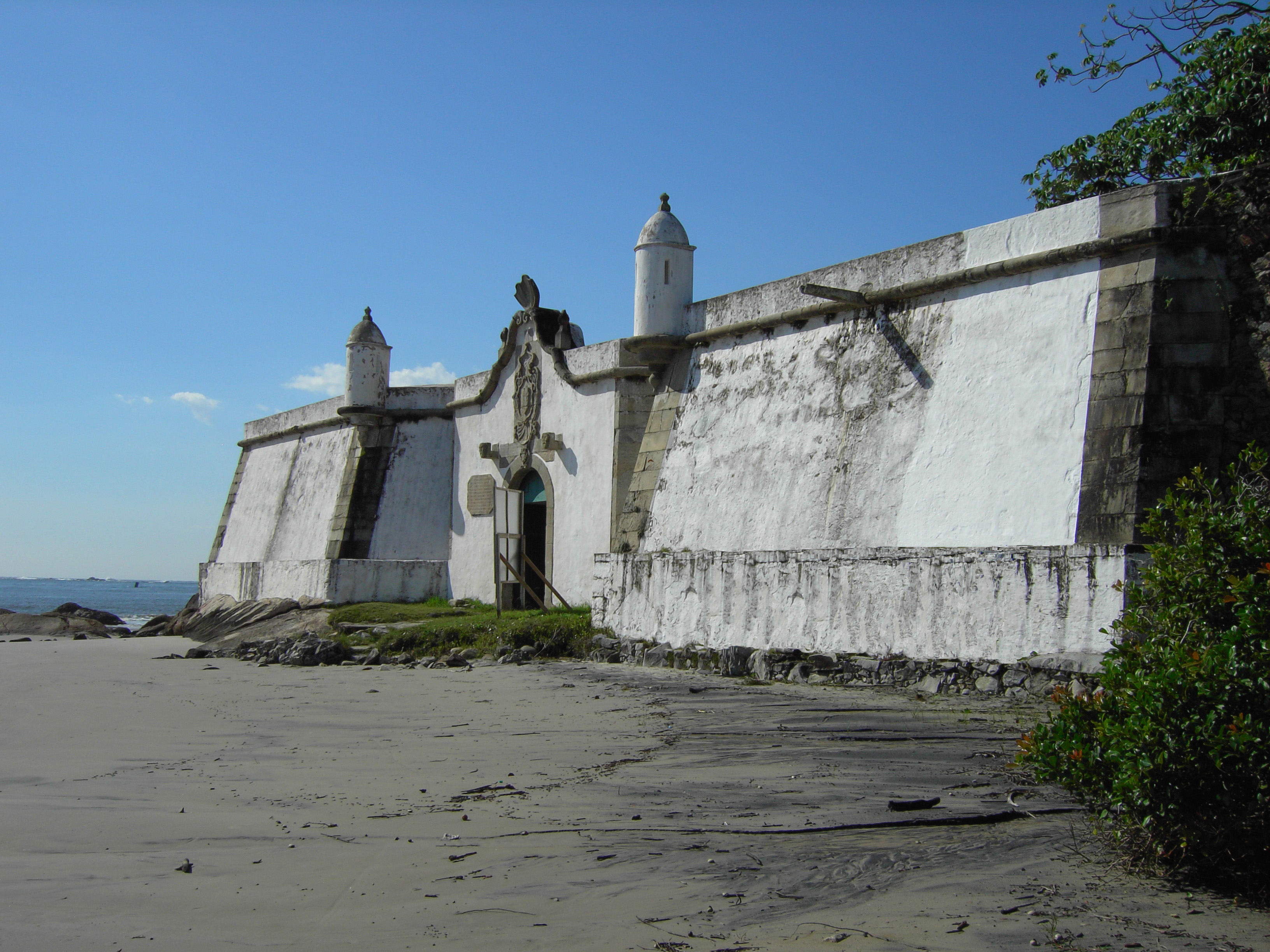
Portão de Armas
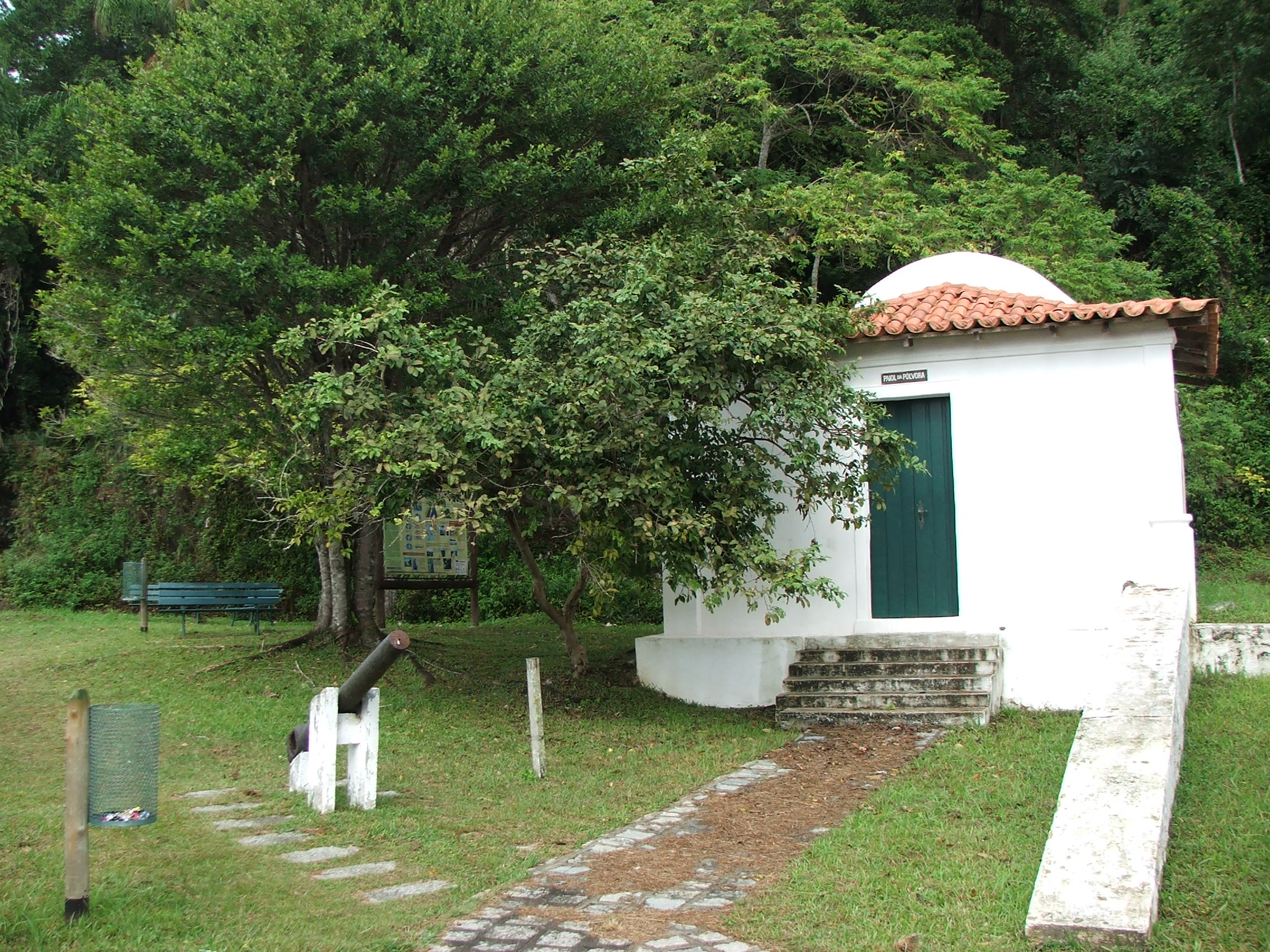
Vista interna
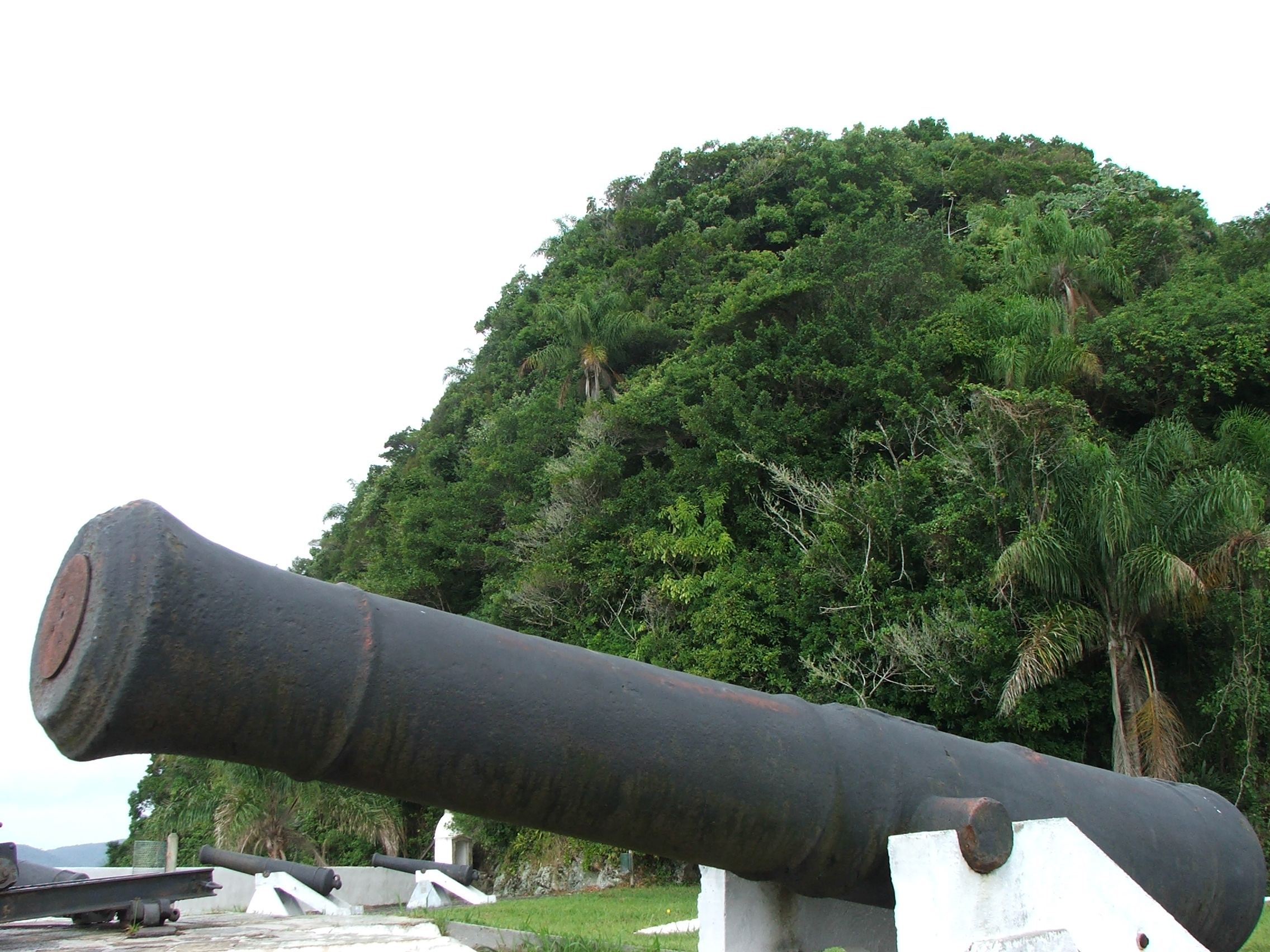
Peça de artilharia
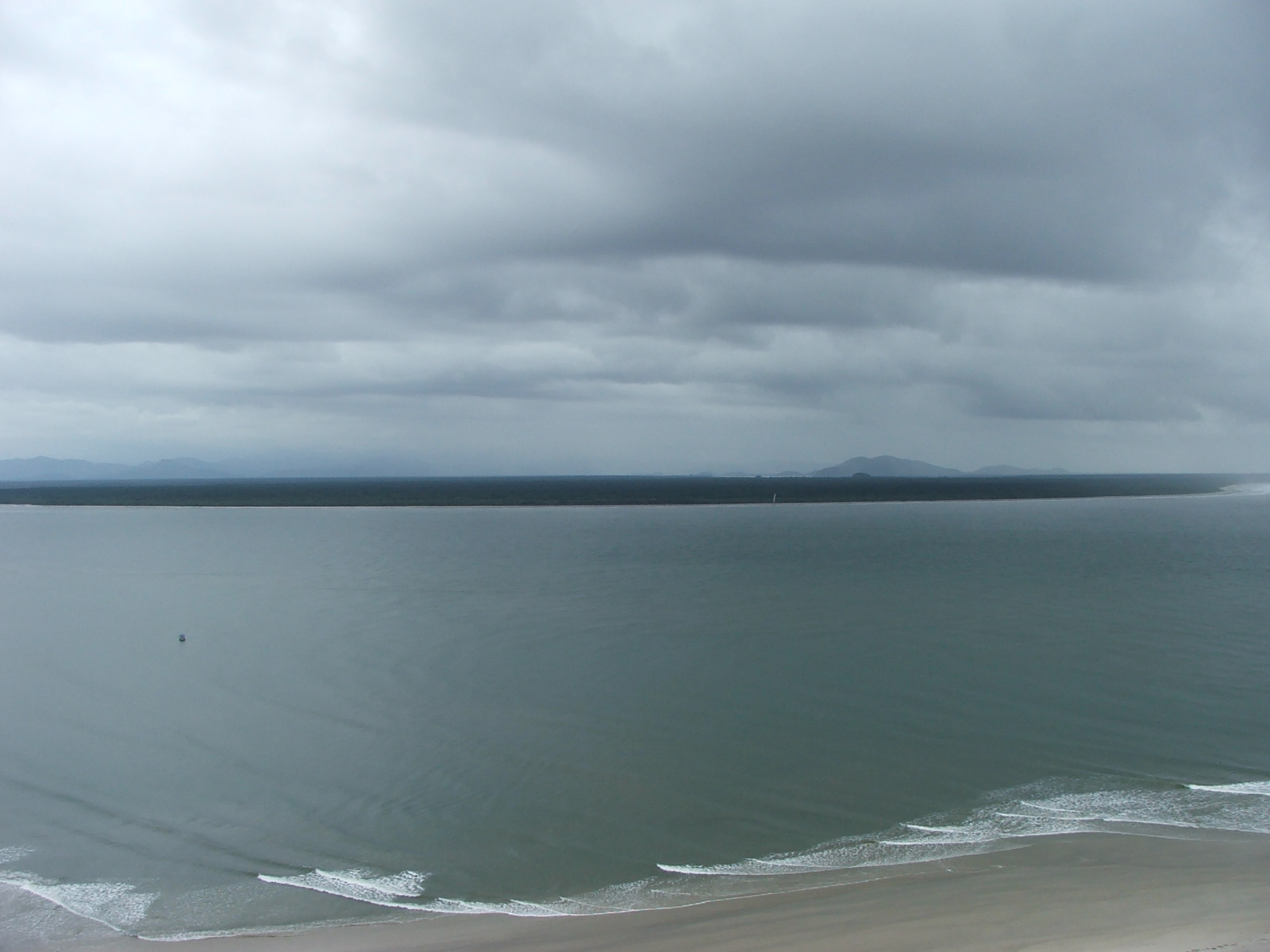
Vista do mirante
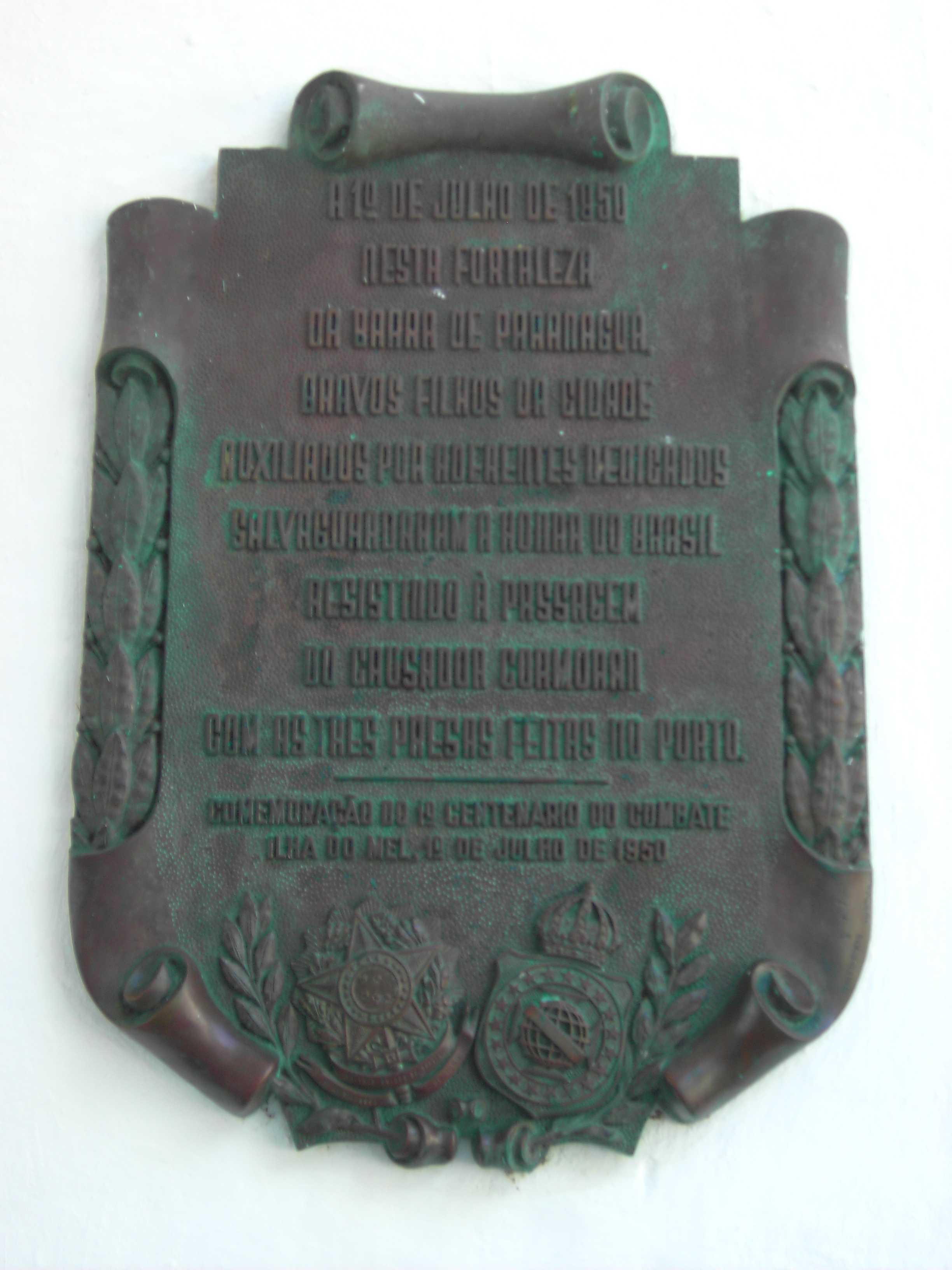
Placa comemorativa